# MFV Aleksy Gdy-119
Gdy-119, pierwotnie Aleksy – polski superkuter rybacki, eksploatowany w latach 1947–1961. W latach 1948–1956 służył jako statek badawczy Michał Siedlecki. Statek podniósł polską banderę 4 października 1947 roku, zatonął 22 lipca 1961 roku.

## Historia

### Budowa
Mały trawler motorowy typu "y", zbudowany dla Polski, w ramach pomocy UNRRA (nr kontraktu D 3148), przez szkocką stocznię James V. Hepburn & Co, Ltd z Montrose. Należał do brytyjskiego seryjnego typu MFV-75 (Motor Fishing Vessel – motorowy statek rybacki, 75 oznaczało długość w stopach). 
Polską banderę podniósł 4 października 1947 roku, otrzymując początkowo nazwę „Aleksy”. Jednostkami bliźniaczymi w polskiej służbie były: „Hilary” (Gdy-115), „Walery” (Gdy-116), „January” (Gdy-117), „Ksawery” (Gdy-118).

### Służba
Po podniesieniu polskiej bandery rozpoczął służbę w Przedsiębiorstwie Połowów Dalekomorskich „Dalmor”, spółka z o.o. z Gdyni; był klasyfikowany wówczas jako „trawler motorowy 75-stopowy” i poławiał na Bałtyku. W czerwcu 1948 roku przekazano go Morskiemu Laboratorium Rybackiemu w Gdyni, po czym został skierowany do Stoczni Rybackiej w Gdyni w celu przebudowy na statek badawczy. 6 listopada 1948 roku odbyło się uroczyste przekazanie statku do eksploatacji, który przy tej okazji otrzymał nazwę r/v „Michał Siedlecki” na cześć zoologa Michała Siedleckiego i nadal używał dotychczasowy znak rybacki (Gdy-119). Szyprem został znany rybak Józef Lipski. 8 grudnia kuter wyszedł w swój pierwszy rejs badawczy, w czasie którego badano południowe krańce Głębi Gotlandzkiej, a potem południowe krańce Rynny Słupskiej. 1 stycznia 1949 roku Morski Instytut Rybacki „wchłonął” Morskie Laboratorium Rybackie, tym samym stając się właścicielem statku. W kolejnym rejsie, który trwał od 7 do 11 lutego, r/v „Michał Siedlecki” kontynuował badania Rynny Słupskiej. Powrócił tam, wraz z dwoma kutrami gdyńskiej „Arki”, 10 marca prowadząc połowy dorsza, w których uzyskano bardzo dobre wyniki pomimo złych warunków pogodowych, które zmusiły kutry do powrotu po dwóch dniach połowów. 20 marca statek rozpoczął rozpoznanie wschodniej części Zatoki Gdańskiej w rejonie Bałtyjska. 21 kwietnia r/v „Michał Siedlecki” wyszedł na rozpoznanie zachodniego Bałtyku, przy czym najlepsze wyniki uzyskano na Głębi Bornholmskiej. W połowie maja statek pobierał próbki planktonowe i hydrologiczne na Głębi Gotlandzkiej. W sierpniu 1949 roku dokonywał próbnych połowów na zachodnim Bałtyku. Ostatnim rejsem w tym roku był kurs do Skagen w celu zakupienia tuki pelagicznej Larsena, przetestowano wtedy nową sieć na wodach duńskich i 23 grudnia kuter zacumował w Gdyni. 29 marca 1950 roku r/v „Michał Siedlecki” wyruszył dwutygodniowe na rozpoznanie łowisk w Kattegacie i Skagerraku. Pod koniec II dekady listopada 1951 roku statek miał dokonać rozpoznawczych połowów śledzia w Skagerraku, lecz pogoda pokrzyżowała te plany i w połowie grudnia zawinął do Gdyni. W lipcu 1952 roku r/v „Michał Siedlecki” zlokalizował wydajne łowisko w rejonie Kłajpedy. 12 sierpnia kuter wyszedł w rejs na Morze Północne, aby przetestować połowy tuńczyków na haki. Próby zakończyły się fiaskiem. W drodze powrotnej do Gdyni, gdzie zjawił się 17 października r/v „Michał Siedlecki” zawinął do Sassnitz i Rostocku. 4 listopada 1953 roku statek wyszedł w rejs do Rygi z delegacją MIR-u na pokładzie, skąd powrócił 21 tego miesiąca. W roku tym zmienił się szyper Michała Siedleckiego, dowodzącego dotychczas Józefa Lipskiego zastąpił Władysław Kilanowski, później funkcję szypra pełnili Stefan Musielak oraz Hubert Konkol.
W 1956 roku statek został sprzedany J. Niegrzybowskiemu, rybakowi z Gdyni, w związku z wejściem do służby nowego kutra badawczego „Michał Siedlecki”. Zmienił wówczas nazwę na Gdy-119. Poławiał na Bałtyku i Morzu Północnym.

### Losy końcowe
22 lipca 1961 roku zatonął na Morzu Północnym, po kolizji z wschodnioniemieckim kutrem rybackim Sas-291, ośmioosobowa załoga została uratowana.

## Pełna charakterystyka
- Radiowy sygnał wywoławczy SPDR
- Nazwy i oznaki rybackie
  - do 6 listopada 1948: Aleksy Gdy-119
  - od 6 listopada 1948: Michał Siedlecki Gdy-119
  - od 1956: Gdy-119
- Klasyfikacja (rodzaj) statku
  - do 6 listopada 1948: trawler motorowy
  - od 6 listopada 1948: statek badawczy
  - od 1956: superkuter rybacki
- Podniesienie bandery 4 października 1947
- Stocznia James V. Hepburn & Co., Ltd, Montrose (Wielka Brytania)[1]
- Pojemność brutto 85 BRT
- Pojemność netto 30 NRT
- Nośność 40 ton
- Długość całkowita 25,0 m
- Długość między pionami 22,9 m
- Szerokość 5,8 m
- Zanurzenie około 2,5 m
- Napęd 1 silnik Petters, 4-cylindrowy
- Moc napędu 200 KM
- Liczba śrub 1
- Prędkość eksploatacyjna około 8 węzłów
- Liczba pokładów 1
- Liczba członków załogi 6-8 osób
- Armator
  - do czerwca 1948: Przedsiębiorstwo Połowów Dalekomorskich „Dalmor”, spółka z o.o., Gdynia
  - od czerwca 1948: Morskie Laboratorium Rybackie, Gdynia
  - od 1 stycznia 1949: Morski Instytut Rybacki, Gdynia
  - od 1956: J. Niegrzybowski, Gdynia
- Port macierzysty Gdynia
- Bandera polska
- Towarzystwo klasyfikujące statek Polski Rejestr Statków
- Zatonął 22 lipca 1961